# Défiler
Défiler – singel belgijskiego muzyka Stromae’a, wydany 27 kwietnia 2018 roku przez Mosaert.

## Lista utworów
- Digital download (27 kwietnia 2018)[1]

1. „Défiler” [Bande originale de la capsule No. 5 Mosaert] – 8:50

## Teledysk
Teledysk do utworu zrealizowany przez Luka Juniora Tama i Sachę Wiernik został opublikowany 26 kwietnia 2018 roku. Choreografem teledysku została Mariona Motina. Teledysk został wyprodukowany przez Mosaert.

## Pozycje na listach
| Państwo           | Lista (2018)              | Najwyższa pozycja |
| ----------------- | ------------------------- | ----------------- |
| Belgia (Walonia)  | Ultratop 50 Singles       | 7                 |
| Francja           | Top 200 Singles           | 8                 |
| Belgia (Flandria) | Ultratop 50 Singles       | 29                |
| Węgry             | Single Top 40 slágerlista | 39                |